# Conservatorio Profesional de Danza de Albacete
El Conservatorio Profesional de Danza José Antonio Ruiz de Albacete es una escuela pública de ámbito regional, dependiente de la Consejería de Educación, Cultura y Deportes del Gobierno de Castilla-La Mancha, con sede en la ciudad española de Albacete, en la se imparten enseñanzas de régimen especial en la especialidad de danza. 
Es el conservatorio de danza más importante de Castilla-La Mancha y uno de los dos conservatorios profesionales de danza en la comunidad autónoma junto con el de Puertollano.

## Historia
El Conservatorio Profesional de Danza de Albacete fue creado gracias a la colaboración entre la Diputación Provincial de Albacete y la Junta de Comunidades de Castilla-La Mancha. Comenzó las clases en el curso 2007-2008, absorbiendo las enseñanzas profesionales de danza que se impartían en el Real Conservatorio Profesional de Música y Danza. Fue inaugurado oficialmente el 14 de mayo de 2008 por el presidente de Castilla-La Mancha, José María Barreda.
En 2011, a propuesta de la comunidad educativa del centro, recibió la denominación de «José Antonio Ruiz» en honor al ilustre director, coreógrafo y bailarín español, Premio Nacional de Danza en 1997 y Medalla de Oro al Mérito en las Bellas Artes en 2005. En 2014 el Gobierno de Castilla-La Mancha anunció que sería elevado al grado superior con la creación del Conservatorio Superior de Danza de Castilla-La Mancha.

## Oferta educativa

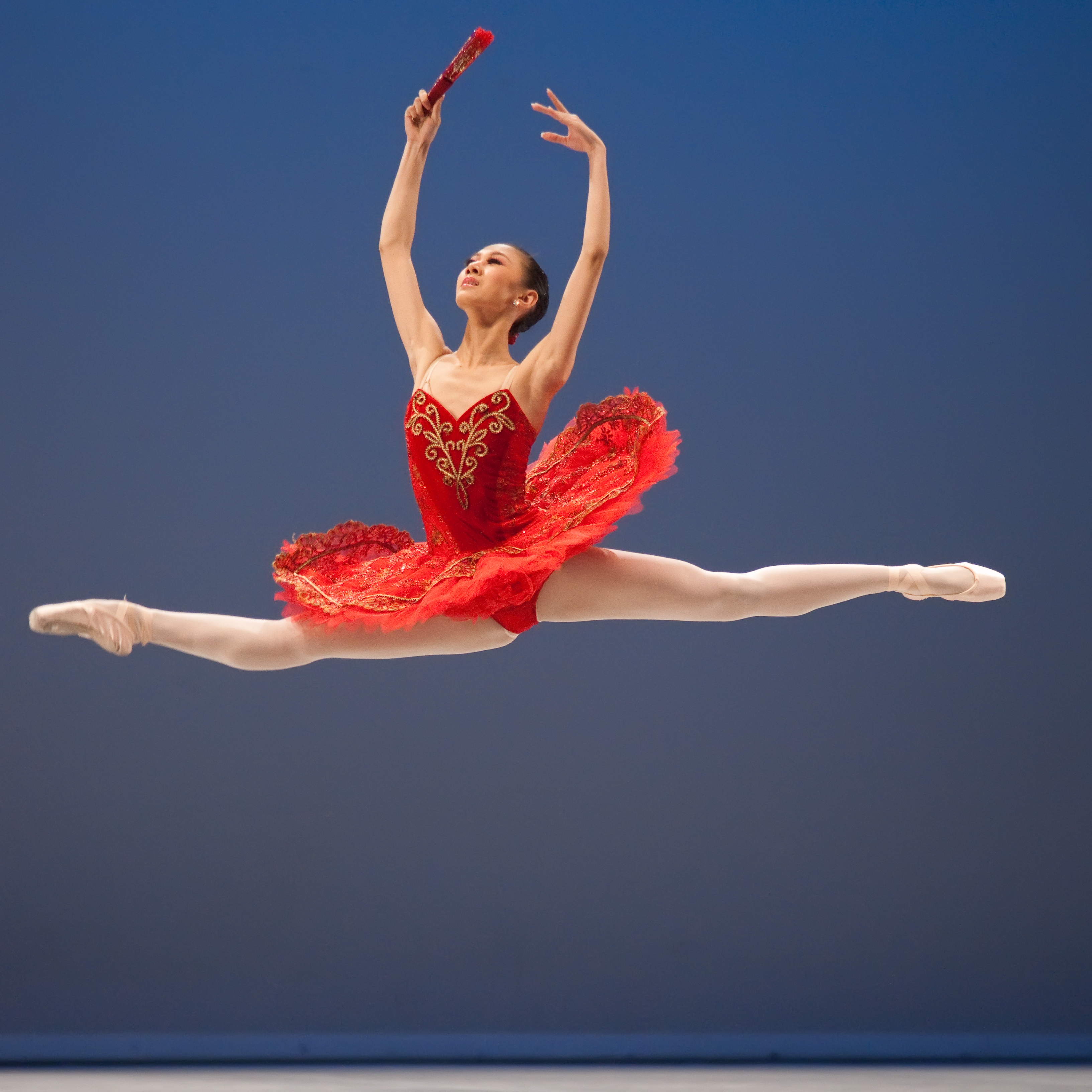
Danza

En el centro se ofertan los estudios correspondientes a los seis cursos de enseñanzas profesionales de danza en las especialidades de danza clásica y danza española, así como las enseñanzas elementales de danza clásica y danza española.

## Instalaciones
El moderno edificio del conservatorio tiene una superficie de 3000 m² distribuidos en planta baja y dos plantas de altura, con sótano. Cuenta con doce aulas de danza (tres de danza española, tres de danza contemporánea y seis de danza clásica), tres aulas teóricas, dos aulas de música, sala de maquillaje, una sala polivalente para actuaciones, biblioteca, cuatro tutorías, cafetería y vestuarios, entre otras dependencias.